# Gandul (Cinere)
Gandul is een bestuurslaag in het regentschap Depok van de provincie West-Java, Indonesië. Gandul telt 27.790 inwoners (volkstelling 2010).